# Mo'Kalamity
Mo'Kalamity (Santiago, Cabo Verde, 1975), nombre real Monica Tavares, es un cantautora de roots reggae franco-caboverdiana, aunque canta principalmente en inglés.

## Biografía
Mónica Tavares nació en la isla caboverdiana de Santiago, aunque con cinco años y medio emigró con sus padres a Francia en busca de mejores condiciones de vida. Creció en la región de París y cuando era adolescente descubrió diferentes géneros musicales que le influyeron como «soul, gospel, blues o jazz». No obstante, le cautivó el reggae por su ritmo y su groove, reconociéndose a sí misma a través de artistas jamaicanos orgullosos de sus orígenes africanos.
Entre 2000 y 2001 es vocalista de apoyo para el artista de reggae King Malik, y en 2002 comienza su carrera en solitario. En 2004, forma también el grupo The Wizards, compuesto por Anne (teclados y coros), Benoît (bajo), Franck (guitarra), Kael (guitarra rítmica y coros), Mano o Nono (batería). 
El álbum debut de Mo'Kalamity, Warriors of Light, fue lanzado en 2006; es de producción propia gracias al público y a la asociación L'Assos'piquante. Las canciones están arregladas por Johnson Makende, exlíder del grupo de reggae caribeño Exode, y su compañera Anne Riou.
En 2010, fue nominada en tres categorías de los Premios Cabo Verde. En 2013, acompañada de The Wizards, participa en Garance Reggae Festival. En octubre de ese año, se lanzó el álbum Freedom Of The Soul y organiza una gira por toda Europa en 2014.
A principios del 2017, viaja a Kingston para grabar su cuarto álbum One Love Vibration en colaboración con Sly & Robbie. RFI critica positivamente el resultado, escribiendo que se respeta la «identidad artística» de todos, lo que permite a Mo'Kalamity «hacer oír su voz mediante modulaciones orientales». Marianne considera que el disco «muy exitoso [...] ofrece un momento de serenidad contagiosa».
En 2018, Mo'Kalamity lanzó un sencillo titulado Le Pouvoir colaborando con Tiken Jah Fakoly.

### Estilo e influencias
Influenciada por los artistas de las décadas de 1960 y 1970, reconoció el carácter «militante» de sus canciones y consideró que la música reggae daba voz a los más desfavorecidos. La unidad de África pero también el exilio y la emancipación de la mujer son temas abordados en su repertorio.

## Discografía
- Warriors of Light (2006)
- Deeper Revolution (2009)
- Freedom of the Soul (2013)
- One Love Vibration (2018)